# 여수자산초등학교
여수자산초등학교는 대한민국 전라남도 여수시 관문동에 있던 공립 초등학교이다. 

## 학교 연혁
- 1980년 3월 24일 여수자산국민학교 개교(25학급)(동초, 중앙초, 종고초에서 1500명 인수)
- 1984년 8월 20일 병설유치원 인가(2학급)
- 1996년 3월 1일 여수자산초등학교로 개칭
- 2012년 2월 28일 제32회 졸업장 수여식(총 3443명)
- 2012년 3월 1일 여수동초등학교로 통폐합, 32년만에 폐교

## 문화
2004년에 제작된 코미디 영화 《여선생 VS 여제자》 대부분의 장면이 여수자산초등학교에서 촬영되었다.

## 폐교 이후
리모델링이후 전라남도여수교육지원청 부지로 사용되고 있다.